# Falcileptoneta soboensis
Falcileptoneta soboensis là một loài nhện trong họ Leptonetidae.
Loài này thuộc chi Falcileptoneta. Falcileptoneta soboensis được miêu tả năm 2005 bởi Irie & Ono.